# Blatnik pri Črmošnjicah
Blatnik pri Črmošnjicah is een plaats in Slovenië en maakt deel uit van de gemeente Črnomelj in de NUTS-3-regio Jugovzhodna Slovenija. 